# Globochthonius cerberus
Espèce
Synonymes
- Chthonius cerberus Beier, 1938

Globochthonius cerberus est une espèce de pseudoscorpions de la famille des Chthoniidae.

## Distribution
Cette espèce est endémique de Bosnie-Herzégovine. Elle se rencontre dans la grotte Semeč Planina à Rogatica.

## Publication originale
- Beier, 1938 : Vorläufige Mitteilung über neue Höhlenpseudoscorpione der Balkanhalbinsel. Studien aus dem Gebiete der Allgemeinen Karstforschung, der Wissenschaftlichen Höhlenkunde, der Eiszeitforschung und den Nachbargebieten, vol. 3, p. 5-8.